# Pharus parvifolius
Pharus parvifolius là một loài thực vật có hoa trong họ Hòa thảo. Loài này được Nash miêu tả khoa học đầu tiên năm 1908.

## Hình ảnh

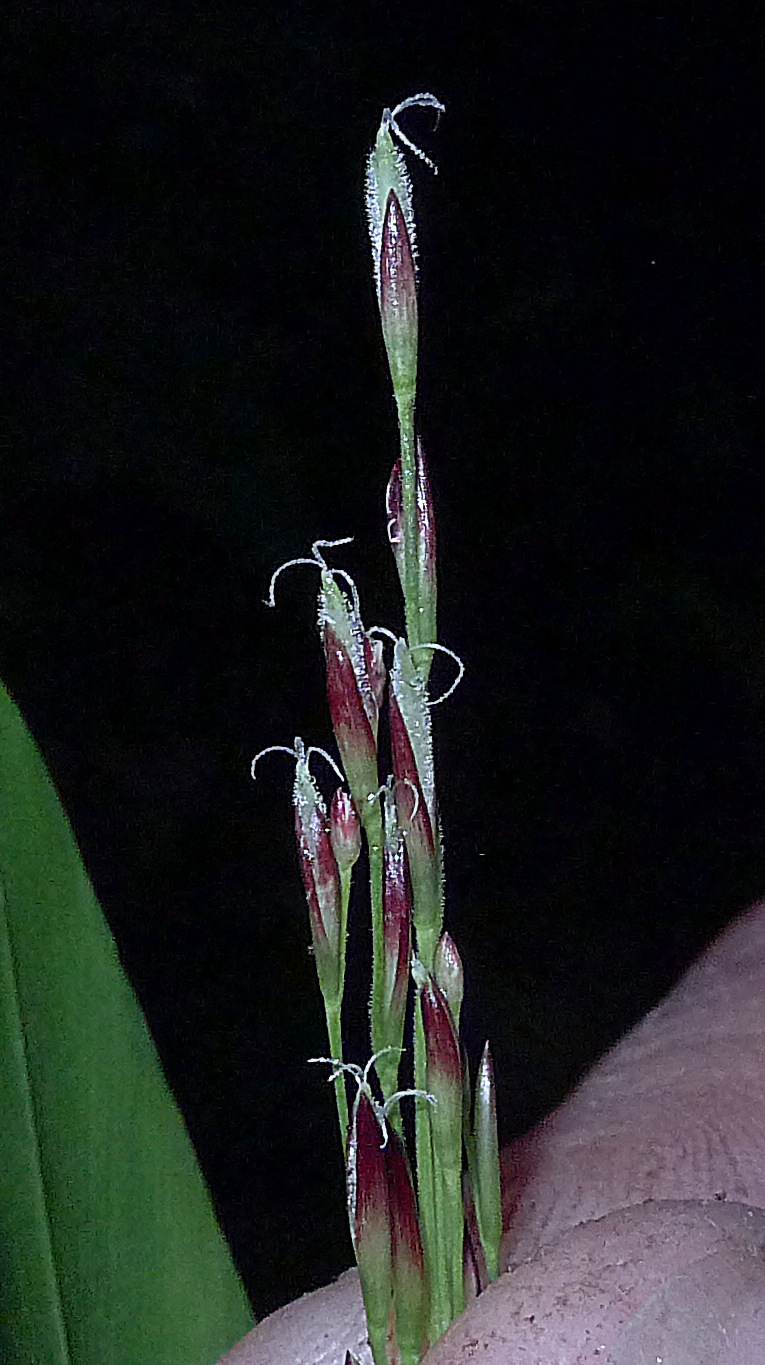
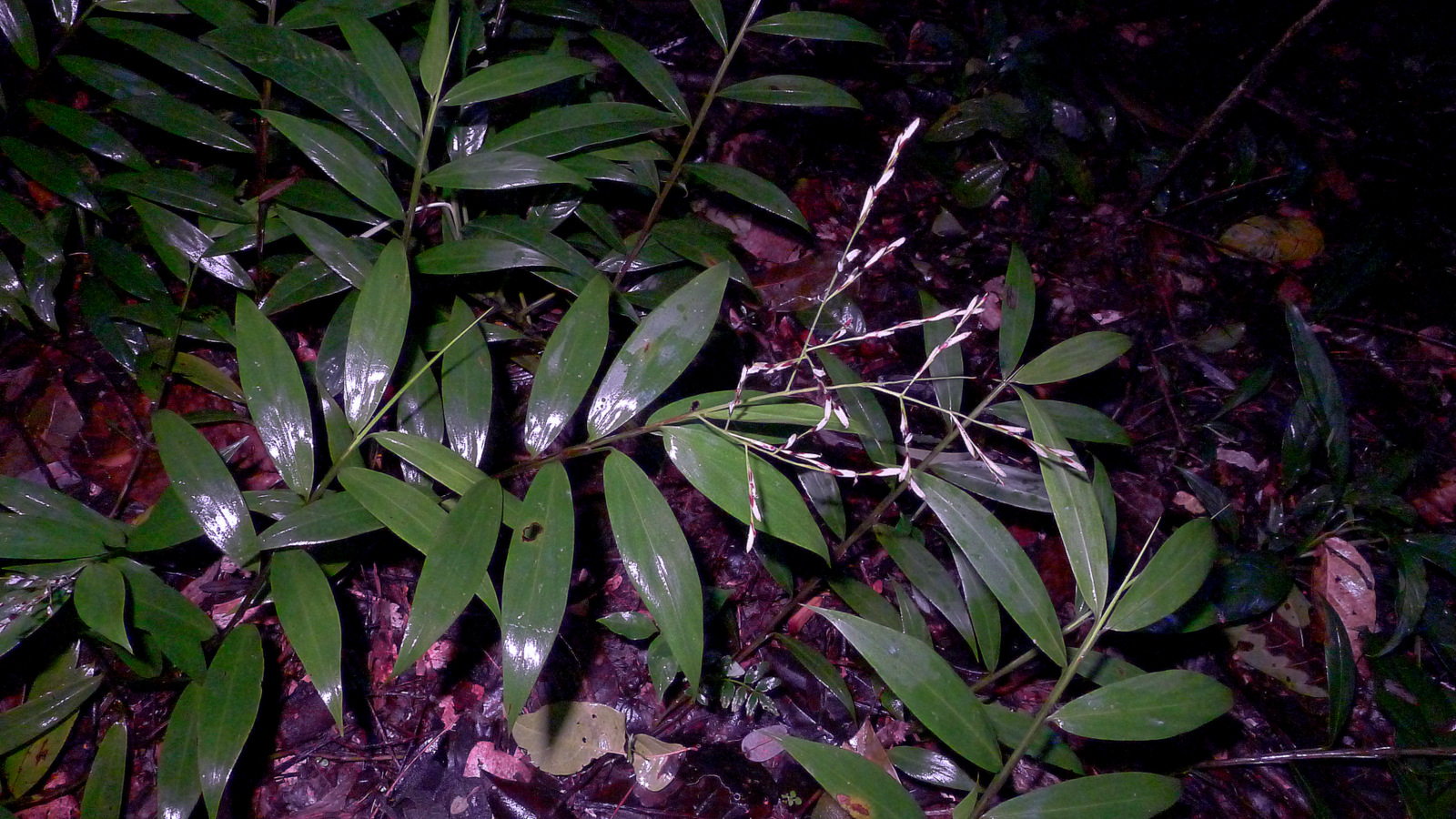
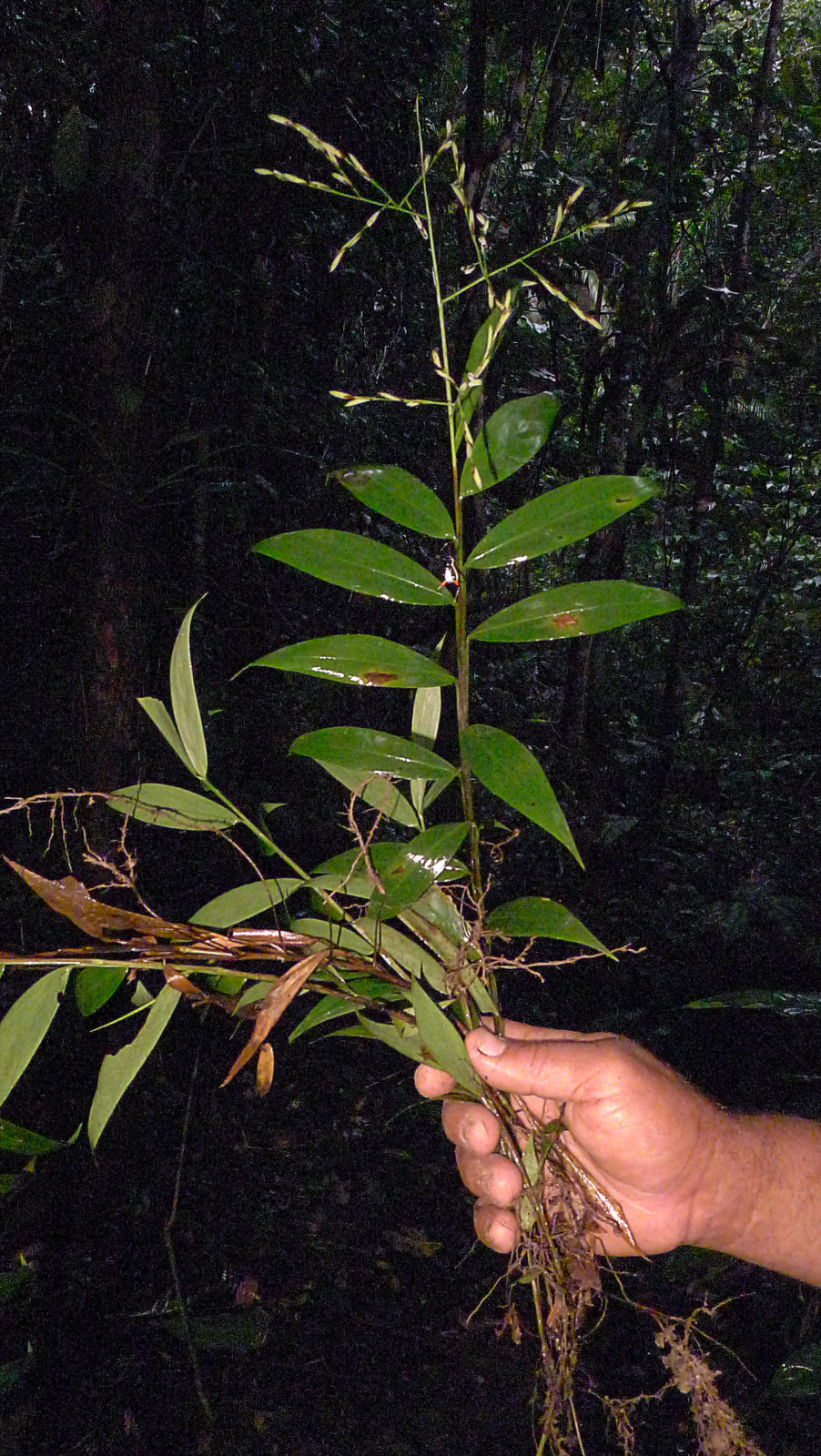
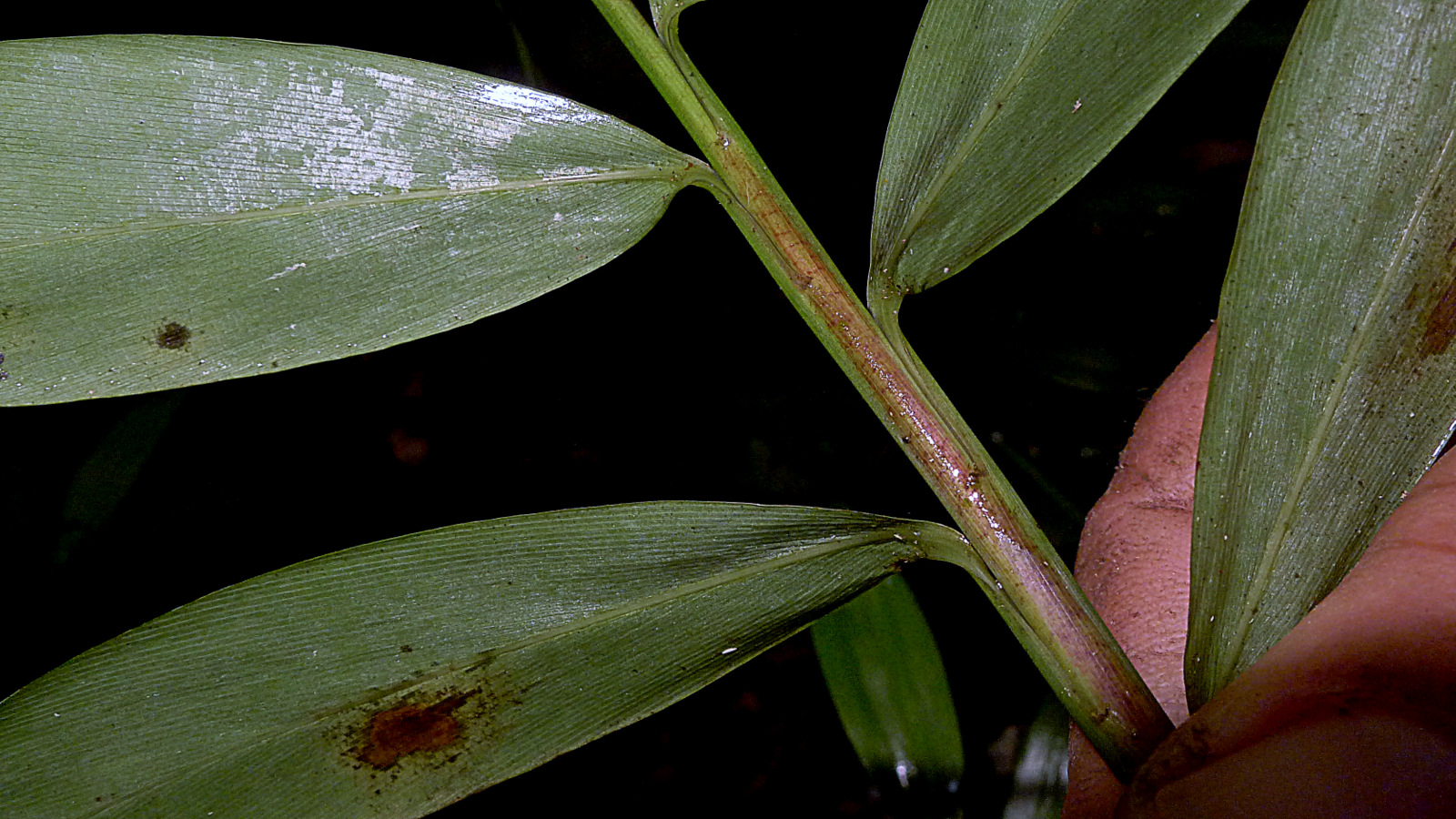